# 倉敷市立倉敷支援学校
倉敷市立倉敷支援学校（くらしきしりつ くらしきしえんがっこう）は、岡山県倉敷市粒浦に所在する特別支援学校。知的障害のある児童・生徒を対象としている。

## 沿革
- 1964年（昭和39年）4月 - 倉敷市加須山353-1に学校設置[1]
- 1964年（昭和39年）5月 - 小学部3学級、中学部3学級、48名が旧帯江中学舎で授業開始
- 1964年（昭和39年）10月 - 開校記念式
- 1975年（昭和50年）3月 - 倉敷市粒浦388-1に新校舎完成
- 1975年（昭和50年）4月 - 新校舎で授業開始
- 1975年（昭和50年）5月 - 高等部入学式
- 1976年（昭和51年）3月 - プール完成
- 1978年（昭和53年）1月 - 屋内運動場完成
- 1992年（平成4年）8月 - 作業室完成
- 1996年（平成8年）2月 - 空調設備設置（職員室、事務室、校長室、図書室、給食休憩室）
- 1997年（平成9年）10月 - 空調設備設置（視聴覚室）
- 2001年（平成13年）5月 - プレハブ2教室（作業室A、被服室）完成
- 2002年（平成14年）4月 - プレハブ3教室（普通教室）完成
- 2003〜2004年（平成15・16年） - ｢特別支援教育推進体制モデル事業｣研究協力校指定（文部科学省）
- 2005年（平成17年）8月 - E棟14教室完成
- 2006年（平成18年）8月 - スクールバスシェルター完成
- 2008年（平成20年）4月 - プレハブ棟設置（普通教室4、作業室2、更衣室1）
- 2010年（平成22年）1月 - 中庭築山完成、屋外多目的トイレ改修
- 2010年（平成22年）4月 - 倉敷市立倉敷支援学校に校名変更、プレハブ作業棟完成（作業室3）
- 2011年（平成23年）4月 - 保健室改修工事
- 2012年（平成24年）3月 - プレハブ棟増築（普通教室6）
- 2014年（平成26年）3月 - 音楽室改修
- 2014年（平成26年）3月 - 通学区域の変更（倉敷まきび支援学校の新設による）
- 2014年（平成26年）4月 - PTA・地域連携室設置
- 2014年（平成26年）10月 - 創立50周年記念式（「校歌」制定）
- 2016年（平成28年）6月 - 体育館耐震化工事完了
- 2016年（平成28年）10月 - プレハブA棟工事着工
- 2016年（平成28年）12月 - プレハブA棟工事完成、A棟からプレハブA棟へ引っ越し、A棟大規模改修工事着工
- 2017年（平成29年）7月 - A棟大規模改修工事完了
- 2017年（平成29年）8月 - プレハブA棟からA棟へ引っ越し、プレハブA調理場完成・引っ越し
- 2017年（平成29年）9月～10月 - プレハブA棟をB棟用に改修
- 2017年（平成29年）10月 - B棟からプレハブB棟へ引っ越し
- 2017年（平成29年）11月～12月 - C棟・プール解体
- 2019年（令和元年）6月11日 - B・C棟大規模改修工事着工
- 2019年（令和元年） - B・C棟大規模改修工事完成、引っ越し、プレハブB棟解体工事着工／完成内覧会
- 2021年（令和3年）3月22日 - D棟1・2階西トイレ改修
- 2023年（令和5年）1月19日 - 非常用発電機入れ替え
- 2023年（令和5年）9月17日 - D棟外壁塗装、屋上防水他修繕工事完了
- 2024年（令和6年）3月5日 - プール入口ドア増設

## 通学区域
倉敷市
- 葦高、粒江、帯江、天城小学校区
- 福田、 福田南、水島、連島、連島南、味野、下津井、児島、琴浦、郷内中学校区
- 東陽中学校区（倉敷市立倉敷支援学校または岡山県立岡山南支援学校のどちらかを選択可能）
- 倉敷東、倉敷西、老松、万寿東、大高、倉敷南、中島、 旭丘、連島北小学校区（倉敷市立倉敷支援学校または岡山県立倉敷まきび支援学校のどちらかを選択可能）

## 通学
スクールバスは5路線あり、小学部および中学部の児童・生徒は主にスクールバスを利用して通学している。高等部の生徒は、基本的に自立通学であり、徒歩、自転車、バスなどの公共交通機関を利用している。

## 所在地
〒710-0036　岡山県倉敷市粒浦388-1

## アクセス
- JR倉敷駅方面より
  - 倉敷駅前バス停6番のりばより、下電バス天城線（児島行）に乗車し、「八軒屋北」バス停で下車。
- JR児島駅方面より
  - 児島駅前バス停2番のりばより、下電バス天城線（倉敷行）に乗車し、「八軒屋北」バス停で下車。